# Lispe vilis
Lispe vilis är en tvåvingeart som beskrevs av Stein 1911. Lispe vilis ingår i släktet Lispe och familjen husflugor.
Artens utbredningsområde är Bolivia. Inga underarter finns listade i Catalogue of Life.